# Julia Annas
Julia Elizabeth Annas (1946) es una académica, feminista, y filósofa inglesa, que ha enseñado en EE. UU. en el último cuarto de siglo. Es profesora regente de filosofía en la Universidad de Arizona.

## Biografía
En 1968, Annas se graduó, con un B.A. por la Universidad de Oxford, y con un A.M. en 1970, por la Universidad Harvard; y luego en 1972 un Ph.D.
Fue miembro académico Oxbridge y tutora en el Saint Hugh's College, de la Universidad de Oxford durante tres lustros, antes de unirse a la Facultad en Arizona, en 1986, donde ha enseñado desde entonces, aparte de un año como profesora en la Universidad de Columbia. 
Se ha concentrado en el estudio de la antigua filosofía griega, incluida ética, psicología y epistemología. Sus intereses de investigación actuales están en la ética platónica.

## Filosofía
Ha defendido una ética basada en el carácter, con ideas atribuidas al filósofo griego Aristóteles y haciéndolas relevantes para el discurso moral contemporáneo. Ella ha argumentado que ser virtuoso implica un "razonamiento práctico" que se puede comparar con el "ejercicio de una habilidad práctica". Por lo tanto, ella argumenta que, en lugar de relacionar las virtudes con las reglas, los principios o un objetivo final, dice Annas, primero, la gente debería preguntar cómo pueden mejorar sus "habilidades" morales".

## Obra

### Algunas publicaciones

#### Libros
- Virtue and Law in Plato and Beyond (Virtud y Ley en Platón y más allá) (Oxford, 2017)

- Intelligent Virtue (Oxford, 2011).

- Plato: A Very Short Introduction (Oxford, 2003).

- Ancient Philosophy: A Very Short Introduction (Oxford, 2000).

- Voices of Ancient Philosophy: An Introductory Reader (Oxford, 2000).

- Platonic Ethics, Old and New (Cornell, 1999).

- Annas, Julia (1993). The Morality of Happiness. Oxford University Press. ISBN 978-0-19-509652-1.  (reprint 1995, ISBN 978-0-19-509652-1)

- Hellenistic Philosophy of Mind (Filosofía helenística de la mente) (California, 1992).

- The Modes of Scepticism (Cambridge, 1985), con Jonathan Barnes.

- An Introduction to Plato's Republic (Oxford, 1981).

- Aristotle's Metaphysics (La metafísica de Aristóteles), textos M y N, traducciones con introducción y notas, (Oxford 1976).

#### Traducciones
- Platón, Statesman (Cambridge, 1995), con Robin Waterfield.

- Sextus Empiricus, Outlines of Scepticism (Cambridge, 1994), con Jonathan Barnes.

- Aristóteles, Aristotle's Metaphysics Books M and N (Oxford, 1976).

#### Artículos recientes
- "What are Plato's "Middle" Dialogues in the Middle Of?" (Harvard University Press, 2002)

- "Democritus and Eudaimonism" (Presocratic Philosophy: Essays in Honour of Alex Mourelatos, edited by Victor Caston and Daniel Graham, Ashgate, Aldershot, 2002)

- "Aristotle and Kant on Morality and Practical Reasoning" (Aristotle, Kant & The Stoics,ed. S. Ergstrom and J. Whiting, Cambridge 1996)

- "Virtue and Eudaimonism" (Virtue and Vice, ed. E. Paul, J. Jaul and F. Miller,  Cambridge, 1998)

- "Prudence and Morality in Ancient and Modern Ethics" (Ethics, January 1995)

- "Epicurus on Agency" (Passions and Perceptions, Cambridge, 1993)

- "The Good Life and the Good Lives of Others" (The Good Life and the Human Good, Cambridge, 1992)

- "Plato the Sceptic" (Oxford Studies in Ancient Philosophy, v. supl. 1992).

- "Plato's Myths of Judgement" (Phronesis v. 27 N.º 2, 1982; p. 119–143).

## Honores

### Membresías
- 1992: Academia Estadounidense de las Artes y las Ciencias,[1]

- 2013: Sociedad Filosófica Estadounidense.[6]

- fundadora y ex editora de la revista anual, Oxford Studies in Ancient Philosophy.[7]

## Vida personal
Está casada con el erudito de Hume, David Owen, también profesor de filosofía en la Universidad de Arizona.